# アルトゥール・フリードハイム

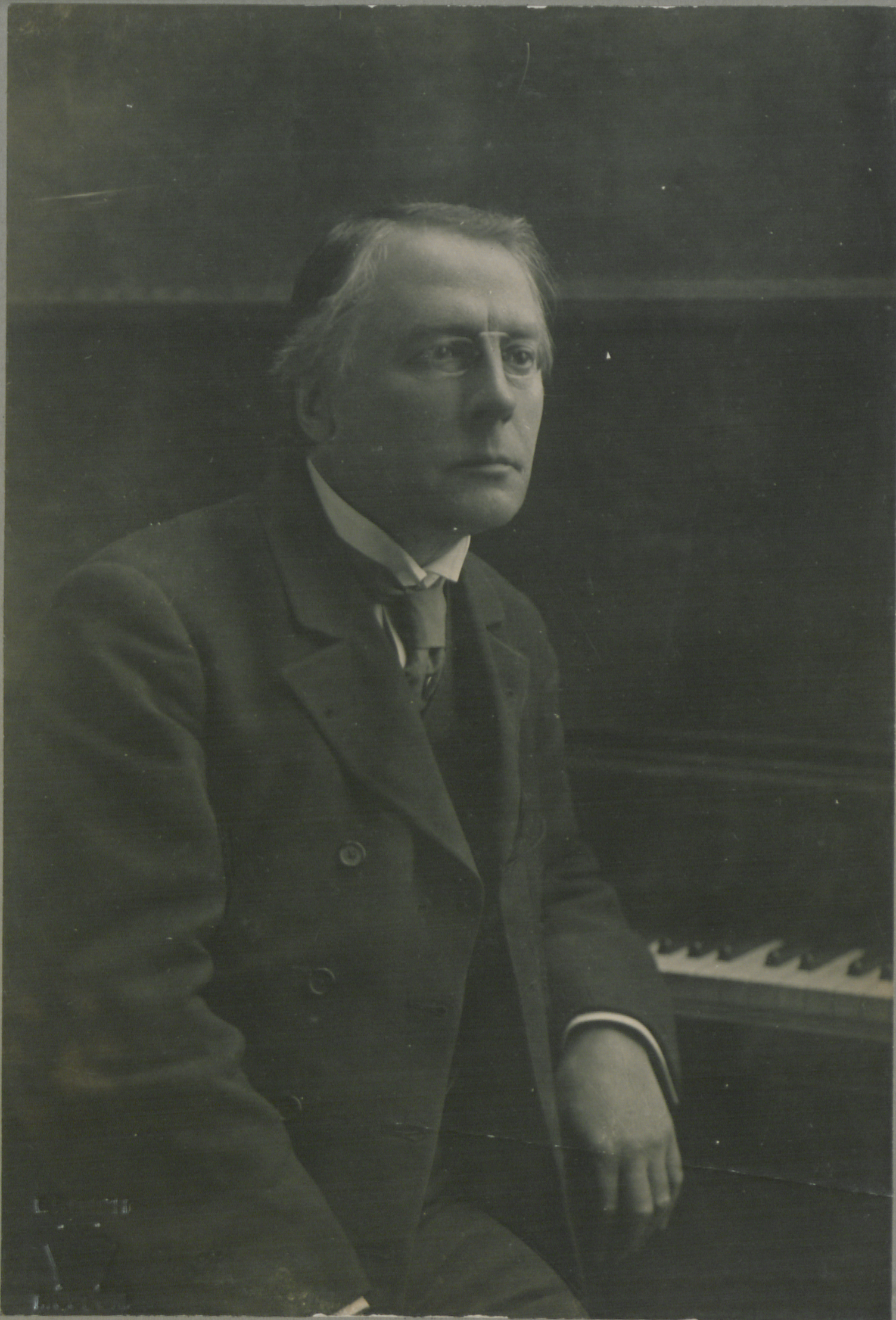
アルトゥール・フリードハイム

アルトゥール・フリートハイム（Arthur Friedheim / ロシア語: Артур Фридхайм, *1859年10月26日 – †1932年10月19日）はロシア帝国出身のピアニスト・指揮者・作曲家・教育者で、辣腕のヴィルトゥオーゾとしてドイツや北米で活躍した。フランツ・リストの名だたる高弟の一人である。

## 略歴
サンクトペテルブルクにユダヤ系の家庭に生まれ、8歳で真剣に音楽を学び始める。後に1年間、名ピアニストのアントン・ルービンシュタインに師事するが、ルービンシュタインの体系的でない指導法が承服できず、代わりにフランツ・リストの許に移った。
リストは当初フリードハイムの演奏が気に入らなかったが、フリードハイムの演奏様式が個性的であることは認めた。ハロルド・ショーンバーグの著書『偉大なピアニスト』によると、リストが指導を躊躇した理由は、フリートハイムは先にルービンシュタインに入門していて、そのルービンシュタインをリストが毛嫌いしていたかもしれないという。1880年に入門を許可されるまでに、フリードハイムは数回リストの御前で演奏を披露しなければならなかった。フリートハイムは好んでリストの演奏の型を模倣しており、ピアニスト兼作曲家のフェルッチョ・ブゾーニは、フリードハイムが演奏するのに接した際に、そのことに気付いたという。フリードハイムは、ドイツの劇場や歌劇場においてオーケストラを指揮する機会も経験した。
1891年から1895年にかけてアメリカ合衆国で教師や演奏家として活動し、その後は暫くロンドンに過ごして、1904年までマンチェスター音楽大学で教鞭を執った。1908年から1911年まではミュンヘンで指揮者として活動した後、渡米して1915年にカナダのトロントに移り住んだ。1921年にはカナダ音楽アカデミーの教授に就任している。このかた1898年から1911年まで、ニューヨーク・フィルハーモニー協会の指揮者に就任するよう要請されていた。指揮者としても優れていたためだったが、むしろピアノに集中したいからとの理由でフリードハイムはいずれの機会も断わり続けた。
ニューヨーク・シティにおいて永眠。

## 後世への遺産
フリードハイムは、フランツ・リストに関する心理学的な研究や、多くの回想録を遺しており、それらは門弟セオドア・ビュロックによって『生涯とリスト（Life and Liszt）』の題でまとめられた。フレデリック・ショパンの作品を校訂するかたわら、数々の作曲を行なったが、出版された作品数は少なく、多くの自筆譜が今や散逸している。《ポンペイ最後の日々（The Last Days of Pompeii）》や《アレクサンダーとタイス（Alexander and Thais）》、《踊り子（Die Tanzerin）》といった歌劇を作曲しているが、《クリスマス（The Christmas）》と《ジュリア・ゴンザガ（Giulia Gonzaga）》の2つの歌劇は未完成のまま放置された。さらに、2つのピアノ協奏曲や、演奏会用序曲《我らが時代の英雄（A Hero of our Times）》、行進曲《多数の州から一つの国へ（ラテン語: E pluribus unum）》といった作品を遺した。
フリードハイムの演奏技巧は、技術的に凄絶なことで認められたが、最も顕著だったのは、リスト作品の解釈における明晰さと冷静沈着さだった。不幸にして、少しだけ制作された録音の中でも、最も音質の良い演奏でさえ、断片的にしか現存しない。1912年にコロンビア社に3点を録音しており、そのうち一つは珍品と看做されている。ショパンの《ピアノ・ソナタ第2番 変ロ短調》の葬送行進曲を演奏していて、トリオ（中間部）の終結まで来たところで、盤面にそれ以上の余白が亡くなってしまい、そこであっさり終ってしまうのである。どうやら楽曲の2/3だけを録音するつもりであったらしい。
ヴァン・クライバーンの実母リルディア・ビー・オブライアン＝クライバーンは、フリートハイムの門弟の一人である。

## 録音
フリードハイムはピアノロールと電気録音を用いて、演奏を残している。以下はピアノロール各社ごとに記したものである。しかし、一部の録音において事実上の所蔵はあるがオンライン上には出回っていないという場合もある。
彼のヴィルトゥオーゾとしての作品解釈の明晰さ、バランスの良さ、妥協のなさを聴き取ることができる。

### Philipps Duca
- リスト : パガニーニによる大練習曲 S.141
  1. S.141/1 第1番 ト短調
  2. S.141/2 第2番 変ホ長調
  3. S.141/3 第3番 嬰ト短調
  4. S.141/4 第4番 ホ長調
  5. S.141/5 第5番 ホ長調
  6. S.141/6 第6番 イ短調
- リスト : ハンガリー狂詩曲 第6番 変ニ長調 S.244-6
- リスト : ハンガリー狂詩曲 第12番 嬰ハ短調 S.244-12
- リスト : メフィスト・ワルツ 第1番 「村の居酒屋での踊り」S.514
- リスト : 巡礼の年 第2年 「ペトラルカのソネット 第123番」 S.161-6
- リスト : 詩的で宗教的な調べ 第3番「孤独の中の神の祝福」S.173-3
- シューベルト-リスト : 12の歌 第4曲「魔王」S.558-4
- シューマン : 幻想曲 ハ長調 Op.17-1
- シューマン : 幻想曲 ハ長調 Op.17-3
- ショパン : ポロネーズ 第6番 変イ長調「英雄」Op.53
- ショパン : 舟歌 嬰ヘ長調 Op.60
- ルビンシュタイン : 6つの練習曲 第2番 ハ長調 Op.23
- ヘンゼルト : 12の演奏会用性格的練習曲 第6番 嬰ヘ短調「もしも私が小鳥なら、あなたのところへ飛んで行きたい」Op.2-6
- ベートーヴェン : ディアベリのワルツによる33の変奏曲 Op.120

### DUO-ART
- ローゼンタール : 蝶々
- リスト : 2つの伝説 S.175
  1. 第1番「小鳥に説教するアッシジの聖フランチェスコ」
  2. 第2番「波の上を歩くパオラの聖フランチェスコ」
- リスト : 巡礼の年 第3年「エステ荘の噴水」S.163-4
- ゴットシャルク : バンジョー
- ショパン : 24の前奏曲 第8番 嬰ヘ長調 Op.28-8
- ショパン : 24の前奏曲 第3番 ト長調 Op.28-3
- リスト : ハンガリー狂詩曲 第9番 変ホ長調「ペシュトの謝肉祭」S.244-9
- リスト : 超絶技巧練習曲 第11番 変ホ長調 「夕べの調べ」S.139-11
- リスト : ハンガリー狂詩曲 第10番 ニ長調 S.244-10
- リスト : ハンガリー狂詩曲 第2番 嬰ハ短調 S.244-2
- リスト : パガニーニによる大練習曲 第3番 嬰ト短調 「ラ・カンパネラ」S.141-3
- リスト : 巡礼の年 第2年「ワレンシュタットの湖で」S.160-2
- リスト : パガニーニによる大練習曲 第4番 ホ長調 S.141-4

### TRIPHONONLA
- ベートーヴェン : ピアノ・ソナタ第12番 変イ長調 「葬送」Op.26
- ショパン : 即興曲 第1番 変イ長調 Op.29
- ショパン : ノクターン ハ長調 Op.48-1
- リスト : 超絶技巧練習曲 第11番 変ホ長調 「夕べの調べ」S.139-11
- リスト : ハンガリー狂詩曲 第2番 嬰ハ短調 S.244-2
- リスト : ハンガリー狂詩曲 第6番 変ニ長調 S.244-6
- リスト : 巡礼の年 第1年「ジュネーヴの鐘」S.160-9
- リスト : スペイン狂詩曲 S.254
- リスト : ハンガリー狂詩曲 第1番 嬰ハ短調 S.244-1
- リスト : ハンガリー狂詩曲 第10番 ニ長調 S.244-10
- リスト : メフィスト・ワルツ 第1番 「村の居酒屋での踊り」S.514
- ドニゼッティ-リスト :『ランメルモールのルチア』の「乾杯の歌」による変奏曲
- バラキレフ : イスラメイ
- ベッリーニ-リスト : 『夢遊病の女』の主題による幻想曲
- ベッリーニ-リスト : 『ノルマ』の主題による幻想曲 (Take 1)
- ベッリーニ-リスト : 『ノルマ』の主題による幻想曲 (Take 2)
- ショパン : 24の前奏曲 第1番 ハ長調 Op.28-1
- ショパン : 24の前奏曲 第2番 イ短調 Op.28-2
- ショパン : 24の前奏曲 第3番 ト長調 Op.28-3
- ショパン : 24の前奏曲 第10番 嬰ハ長調 Op.28-10
- リスト : ピアノ・ソナタ ロ短調 S.178
- リスト : ハンガリー狂詩曲 第9番 変ホ長調「ペシュトの謝肉祭」S.244-9
- メンデルスゾーン : 無言歌集 第4番 ヘ長調 Op.53-4
- ショパン : ポロネーズ 第6番 変イ長調「英雄」Op.53
- ショパン-ゴドフスキー : 練習曲 第6番 嬰ト短調
- リスト : 巡礼の年 第2年「ダンテを読みて」S.161-7
- リスト : バラード 第2番 ロ短調 S.171
- ヘクサメロン ベッリーニの『清教徒』の「清教徒の行進」による華麗な大変奏曲 S.392（コンピレーション）
- ウェーバー : ピアノ・ソナタ 第1番 ハ長調 第4楽章 Op.24-4
- ショパン : 3つの新しい練習曲 第1番 ヘ短調 B.130-1
- ショパン : 3つの新しい練習曲 第3番 変ニ長調 B.130-1
- リスト : 2つの伝説 第1番「小鳥に説教するアッシジの聖フランチェスコ」S.175-1

### Welte-Mignon
- リスト : パガニーニによる大練習曲 第2番 変ホ長調 S.141-2
- リスト : ハンガリー狂詩曲第12番 嬰ハ短調 S.244-12
- リスト : バラード 第2番 ロ短調 S.171
- リスト : 超絶技巧練習曲 第5番 変ロ長調「鬼火」S.139-5
- メンデルスゾーン : 無言歌集 第4番 ヘ長調 Op.53-4

### 電気録音
- メンデルスゾーン : 無言歌集 第6番 イ長調「春の歌」Op.62-6
- ショパン : ポロネーズ 第6番 変イ長調「英雄」Op.53
- ヘンゼルト : 12の演奏会用性格的練習曲 第6番 嬰ヘ短調「もしも私が小鳥なら、あなたのところへ飛んで行きたい」Op.2-6
- リスト : ハンガリー狂詩曲 第2番 嬰ハ短調 S.244-2
- リスト : ハンガリー狂詩曲 第6番 変ニ長調 S.244-6
- リスト : パガニーニによる大練習曲 第3番 嬰ト短調 「ラ・カンパネラ」S.141-3
- リスト : 超絶技巧練習曲 第5番 変ロ長調「鬼火」S.139-5
- ショパン : ピアノ・ソナタ 第2番 変ロ短調 第3楽章 Op.35-3
- ショパン : スケルツォ 第2番 変ロ短調 Op.31
- ベートーヴェン : ピアノ・ソナタ 第14番 Op.27-2
  1. 第1楽章 Adagio Sostenuto
  2. 第3楽章 Presto Agitato
- ウェーバー : ピアノ・ソナタ 第1番 ハ長調 第4楽章 Op.24-4

## 註
1. 1 2 3 4 5  Moore, 6:849.
2. 1 2 3  Schonberg, 323.